# سینما بیستون
سینما بیستون یک سینما در شهر کرمانشاه است. این سینما که در هتل پارسیان کرمانشاه قرار دارد، در ۱۰ خرداد ۱۳۹۷ با یک سالن سینما افتتاح شده‌است.
 این سالن با تغییر کاربری سالن آمفی‌تئاتر هتل ساخته شده‌است و ۱۶۰ صندلی ظرفیت دارد. در مراسم افتتاح این سینما، فیلم کوپال به نمایش در آمد.
سینما بیستون مدت کوتاهی پس از افتتاح دست از فعالیت کشید و غیرفعال شد، اما از ابتدای آذرماه ۱۴۰۰ به مؤسسۀ فرهنگی تبلیغاتی بهمن سبز وابسته به حوزۀ هنری واگذار شد و با اکران فیلم گشت ارشاد ۳ مجدداً آغاز به کار کرد.